# Космос-925
Космос-925 је један од преко 2400 совјетских вјештачких сателита лансираних у оквиру програма Космос.
Космос-925 је лансиран са космодрома Плесецк, СССР, 7. јула 1977. Ракета-носач Р-7 Семјорка (рус. Семёрка) (8К71, НАТО ознака SS-6 Sapwood) са додатим степеном је поставила сателит у орбиту око планете Земље. Маса сателита при лансирању је износила 2500 килограма. Космос-925 је био сателит намијењен за електронско извиђање, јављање и навођење.